# براد باتلر
براد باتلر (بالإنجليزية: Brad Butler)‏ هو لاعب كرة قدم أمريكية أمريكي، ولد في 18 سبتمبر 1983.

## وصلات خارجية
- براد باتلر على موقع مرجع كرة القدم المحترفة.كوم (الإنجليزية)